# Braunbauch-Laubenvogel
Der Braunbauch-Laubenvogel (Chlamydera cerviniventris) ist eine Vogelart aus der Familie der Laubenvögel (Ptilonorhynchidae) und ist ein Vertreter der Avifauna Neuguineas und Australiens. Abgesehen vom Schwarzohr-Laubenvogel ist der Braunbauch-Laubenvogel der einzige Laubenvogel, der sowohl auf dem australischen Kontinent als auch auf Neuguinea vorkommt. Im Vergleich zu dem nur auf Neuguinea vorkommenden Dreigang-Laubenvogel ist diese Art auf Grund der australischen Verbreitung vergleichsweise gut erforscht.
Der Braunbauch-Laubenvogel ist mit einer Körperlänge von bis zu 29 Zentimeter einer der größeren Vertreter in der Familie der Laubenvögel und zählt zu den Arten dieser Familie, zu dessen Balzverhalten der Bau einer Laube durch das Männchen gehört. Anders als bei vielen Laubenvögel besteht kein Geschlechtsdimorphismus. Es werden keine Unterarten für diese Art unterschieden.
Braunbauch-Laubenvögel sind sehr langlebig und brauchen mehrere Jahre, bis sie ihre Geschlechtsreife erreicht haben. Auf Grund der Intelligenzleistung, die sie beim Bau ihrer Lauben zeigen, werden sie zu den intelligentesten unter den Vögeln gezählt. Die Bestandssituation des Braunbauch-Laubenvogels wird von der IUCN als ungefährdet (least concern) eingestuft.

## Merkmale

### Körpermaße

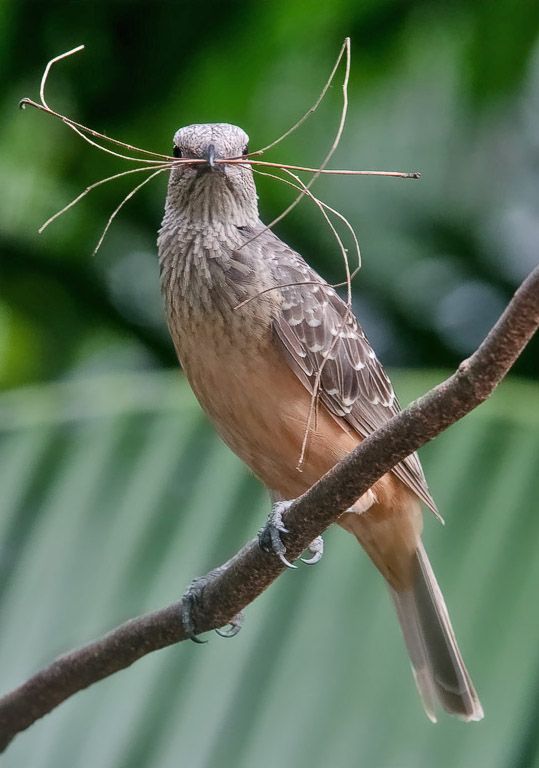
Braunbauch-Laubenvogel mit Ästchen im Schnabel

Braunbauch-Laubenvögel erreichen eine Körperlänge von bis zu 29 Zentimeter, wovon 10,4 bis 11,9 Zentimeter auf den Schwanz entfallen.  Die Schnabellänge beträgt 2,8 bis 3,5 Zentimeter. Die Männchen erreichen ein Gewicht zwischen 145 und 182 Gramm, Weibchen bleiben mit 117 bis 170 Gramm etwas leichter.

### Erscheinungsbild
Die Körperoberseite inklusive der Schwingen ist bräunlich olivfarben. Der Scheitel wirkt auf Grund der schmutzig-weißen bis isabellfarbenen Federschäfte etwas blasser und gestrichelter. Die Gesichtsseiten, die Stirn und die Zügel sowie der Hals sind weißlich gestrichelt. Das Gefieder auf der Körperoberseite hat helle Federspitzen, so dass das Rückengefieder gepunktet wirkt. Die Hand- und Armschwingen blassbraun gesäumt und haben bräunliche Federschäfte. Die Steuerfedern haben auf den Außenfahnen ähnliche Federsäume sowie blassbraune Federspitzen. Das Kinn und die Kehle sowie die Brust haben eine grauweiße Grundfarbe, die einzelnen Federn sind breit graubraun gesäumt, so dass dieser Federpartien stark gestrichelt wirken. Die übrige Körperunterseite ist ein blasses Zimtbraun.
Die Iris ist dunkelbraun, der Schnabel ist schwarz. Die Beine sind graubraun.

### Verwechslungsmöglichkeiten
In Teilen des Verbreitungsgebietes des Braunbauch-Laubenvogels auf Neuguinea kommt auch der Dreigang-Laubenvogel vor, die bei Feldbeobachtungen nicht immer eindeutig zu differenzieren sind. Der Dreigang-Laubenvogel ist auf der Körperunterseite gelblicher und die Männchen haben einen kupferroten Scheitel. In der Literatur gibt es verschiedentlich Spekulationen, inwieweit es zwischen den beiden Arten zu Hybriden kommt oder ob die Weibchen überhaupt die Lauben der jeweils anderen Art aufsuchen.
In Australien kommt es immer wieder zu Berichten, dass der Braunbauch-Laubenvogel südlicher als die McIlwraith Range vorkomme. Dabei handelt es sich um Verwechslungen mit dem Graulaubenvogel. Der Braunbauch-Laubenvogel ist schlanker als der Graulaubenvogel und es fehlt bei den Männchen die violette Federhaube.

### Stimme

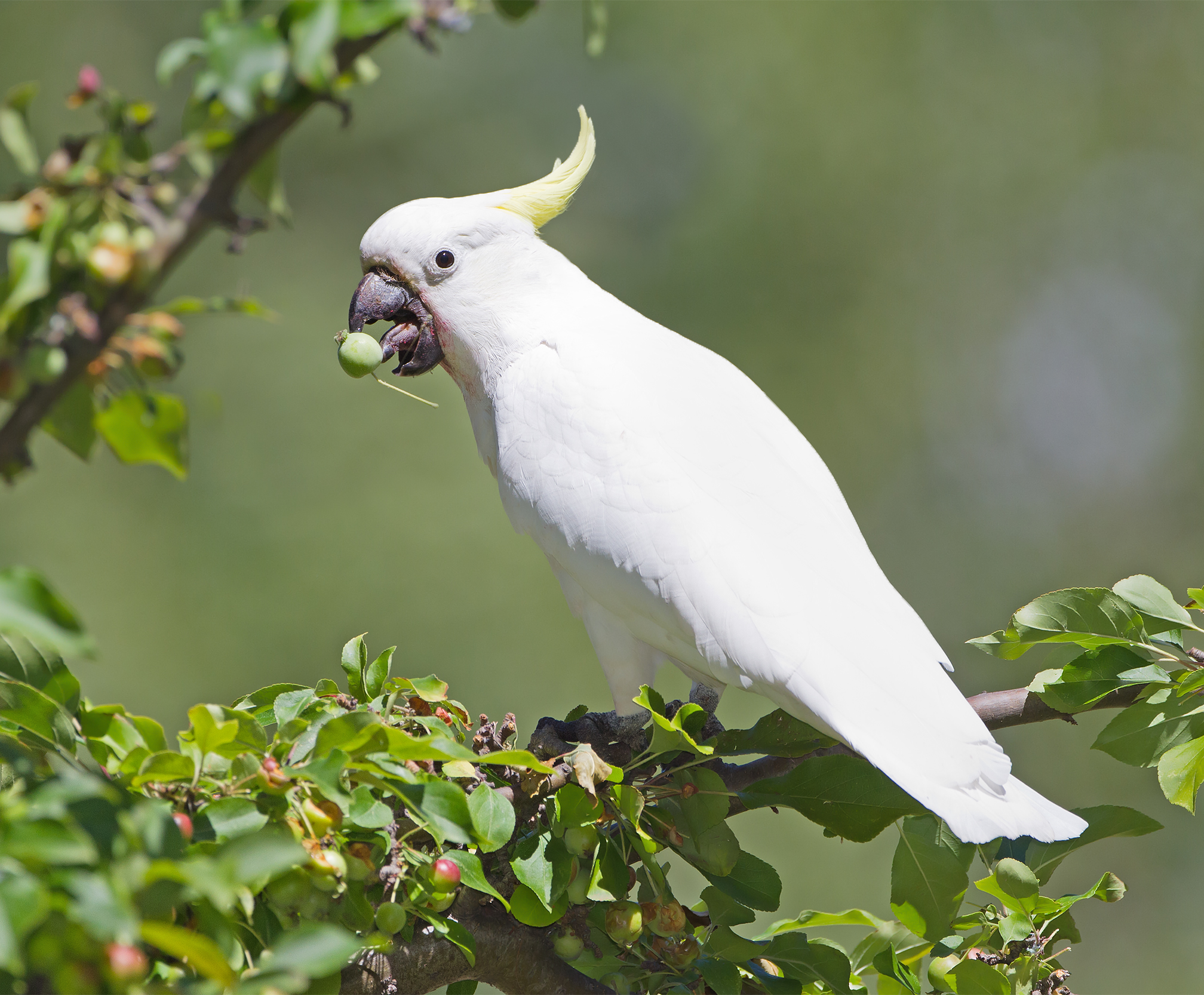
Der Gelbhaubenkakadu gehört zu den Arten, deren Ruf der Braunbauch-Laubenvogel nachahmt.

Die Rufe des Braunbauch-Laubenvogels sind eine große Bandbreite rasselnder und zischender Laute. Er ahmt außerdem Laute der Umgebung nach wie beispielsweise schnell fließendes Wasser, das Wiehern von Pferden und die Hufgeräusche beschlagener Pferde. Für den Braunbauch-Laubenvogel ist auch bereits die Nachahmung menschlicher Sprache belegt. Beschrieben wurde, dass ein Braunbauch-Laubenvogel Hallo, Good morning.... nachgeahmt habe.
Braunbauch-Laubenvögel ahmen auch die Rufe anderer Vogelarten nach. Auf der Kap-York-Halbinsel, einer abgelegene Halbinsel im tropischen Norden des australischen Bundesstaates Queensland, ahmen Braunbauch-Laubenvögel vor allem den Lärmlederkopf sowie außerdem die Balzlaute des Seidenlaubenvogels und die Stimme des Rotbein-Großfußhuhns und des Gelbhaubenkakadus. nach. Bei einem Weibchen, das versuchte einen Fressfeind von ihrem Nestling zu verleiten, ahmte zunächst die Rufe verschiedener Nesträuber wie dem Mangrovereiher, dem Haubenliest, dem Schwarzrücken-Krähenstar (Cracticus mentales) nach und ließ später die Rufe des Gartenfächerschwanzes hören.

## Verbreitung und Lebensraum
Der Braunbauch-Laubenvogel kommt auf Neuguinea sowie entlang der Ostküste der Kap-York-Halbinsel vor.
Auf Neuguinea ist das Vorkommen des Braunbauch-Laubenvogel im Wesentlichen auf Küstengebiete im Osten Neuguineas beschränkt. Im Norden der Insel stellt Jayapura und im Süden der Insel die Yos-Sudarso-Insel die westliche Verbreitungsgrenze der Art dar. Eine isolierte Population gibt es auch auf dem Vogelkop und einzelne Vögel wurden im Landesinneren der Huon-Halbinsel beobachtet.  Die Höhenverbreitung reicht von den Tiefebenen bis in Höhenlagen von 500 Metern. Nur sehr einzeln wurde der Braunbauch-Laubenvogel auch in Höhenlagen von 1500 Metern beobachtet.
In Australien reicht die Verbreitung in einem schmalen Streifen entlang der Küste von der Nordspitze der Kap-York-Halbinsel bis etwa zum Gebiet der McIlwraith Range, wenige Kilometer östlich von Coen. Die Höhenverbreitung in Australien reicht von den Tiefebenen bis in Höhenlagen von 100 Metern.
Der Lebensraum des Braunbauch-Laubenvogels sind Waldflecken und locker mit Eukalyptus und Myrtenheiden bestandene Flächen sowie Buschland in ausgehenden Savannen und Graslandschaften. Er kommt auch an Waldrändern und im Randbereich von Mangrovenwäldern vor. In der Region um Port Moresby, der Hauptstadt von Papua-Neuguinea, kommt er auch in Parks, Gärten und auf Teakholz-Plantagen vor.

## Lebensweise
Der Braunbauch-Laubenvogel lebt einzelgängerisch, paarweise und in lockeren, kleinen Trupps von bis zu zehn Individuen. In Trupps ist er insbesondere im Winterhalbjahr zu beobachten. Er frisst Früchte und Insekten. Zu den Nahrungspflanzen zählen verschiedene Arten von Tetrastigma, aber auch angebaute Chilischoten mit hohem Capsaicin-Gehalt.
Braunbauch-Laubenvogel kommen insbesondere während Trockenperioden an Wasserstellen, um dort zu baden und zu trinken.

## Fortpflanzung
Die Männchen des Braunbauch-Laubenvogels sind polygyn, das heißt, sie verpaaren sich mit mehreren Weibchen. Ihr Fortpflanzungserfolg ist dabei davon beeinflusst, wie erfolgreich sie ihre Lauben bauen. Die Weibchen bauen alleine das Nest, brüten alleine das Gelege aus und kümmern sich allein um die Aufzucht der Nestlinge.

### Form der Lauben
Der Braunbauch-Laubenvogel gehört unter den Laubenvögeln zu den sogenannten Alleebauern: Die von ihm errichtete Laube besteht aus einer umfangreichen Plattform aus schlanken, unverzweigten Ästchen, die auf dem Boden liegen. Auf dieser Plattform errichtet der Braunbauch-Laubenvogel zwei parallele Wände aus Ästchen. Dadurch entsteht in der Mitte eine Allee oder Gasse. Die Gasse der Laube hat grundsätzlich eine Ost-West-Ausrichtung. Die Lauben werden jedes Jahr neu errichtet.
Obwohl die Populationen auf Neuguinea und in Australien nicht unterschiedlichen Unterarten zugerechnet werden, besteht in der Bauweise der Lauben ein kleiner Unterschied. Die Lauben der australischen Population haben eine niedriger, dafür aber sorgfältiger gebaute Plattform. Der Gang zwischen den beiden Wänden ist etwas schmaler, die südliche Wandseite der Gasse etwas länger. Dekorationsobjekte werden von den australischen Männchen auf der westlichen Seite des Gangendes platziert.
Lauben können sehr groß sein. In der Nähe von Port Moresby wurde eine Laube gefunden, die 168 Zentimeter lang, 81 Zentimeter breit und inklusive einer Plattformhöhe von 41 Zentimeter 61 Zentimeter hoch war.

### Laubenstandorte und Konkurrenz um Lauben
Für etwa acht Monate im Jahr ist ein ausgewachsenes Männchen in der Nähe seiner Laube zu beobachten. In Experimenten, in denen ein Männchen, das eine Laube besetzt hielt, entfernt wurde, wurde der Laubenplatz sofort von anderen Männchen besetzt. Das Männchen, das einen Laubenplatz neu besetzte, zerstörte sofort die bestehende Laube und baute erneut. In der Regel war die Laube dabei kleiner. Die Schnelligkeit, mit der verlassene Haubenplätze besitzt werden, weist nach Ansicht von Clifford und Dawn Frith darauf hin, dass es mehr Männchen als geeignete Stellen für die Errichtung einer Laube gibt.
Lauben werden gewöhnlich an schattigen Stellen unter niedrigem Gebüsch errichtet. Sie befinden sich typischerweise an einzelnen verbuschten Stellen in offenem Savannen oder Grasland oder entlang von Waldrändern.

### Nest, Gelege und Aufzucht der Jungvögel
Nester mit Eiern wurden auf Neuguinea in allen Kalendermonaten gefunden. In Australien konzentriert sich die Brutzeit auf die Monate September bis Dezember mit einem Höhepunkt im November.
Die Nester werden von den Weibchen in Bäumen, Gebüsch oder Mangroven gut versteckt vom Blattwerk errichtet. Sie befinden sich zwischen 20 und 200 Meter von einer Laube entfernt. Es gibt Indizien, dass die Nistplätze wiederholt genutzt werden. Das Gelege besteht nur aus einem einzelnen Ei, das ein durchschnittliches Frischvollgewicht von 17,5 Gramm hatte. Die Nestlingszeit beträgt mindestens 23 Tage. Das Weibchen füttert den Jungvogel vor allem mit Insekten wie Raupen, aber auch Früchten. Wird der Nestling von einem möglichen Nesträuber bedroht, versucht das Weibchen den potentiellen Angreifer zu verleiten, indem sie auf den Boden herunterkommt und durch auffälliges Flügelflattern und Hüpfen den Eindruck eines schwerverletzten Vogels simuliert.

## Braunbauch-Laubenvögel und Menschen

### Erstbeschreibung und Herkunft des Typusexemplars

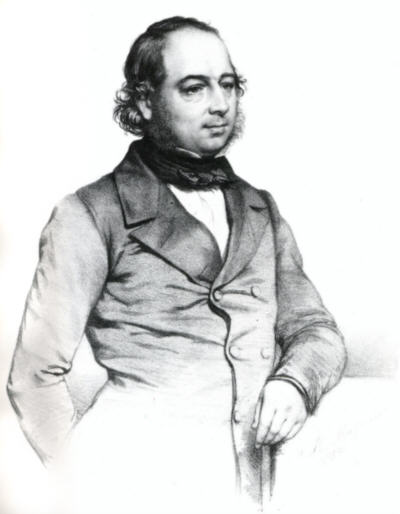
John Gould, Erstbeschreiber der Art.

Obwohl der Braunbauch-Laubenvogel auf Neuguinea weiter verbreitet ist und dort zahlreicher vorkommt, stammt das Typusexemplar, anhand dessen John Gould 1850 die Art erstmals wissenschaftlich beschrieb, von der Kap-York-Halbinsel. Die Expedition der Bark Tam O' Shanter zusammen mit der HMS Rattlesnake sollte 1848 und 1849 eigentlich den Norden Australiens auskundschaften, um eine günstige Inlandroute vom Golf von Carpentaria nach Sydney zu finden. Während dieser Expeditionsreise schoss der Naturwissenschaftler John MacGillivray ein Männchen in der Nähe seiner Laube. Er entfernte auch die Laube, die nach London geschickt wurde. Bereits MacGillivray hielt fest, dass 17 Tage nach Entfernen der Laube an diesem Standort eine neue stand.

### Wissenschaftlicher Name
John Gould nannte den Vogel 1850 Chlamydera cerviniventris. Der Name leitet sich von dem lateinischen Wort cervinus – Reh ab und bezieht sich auf die hell zimtbraune Farbe der Körperunterseite. Der Wortteil ventris bedeutet dagegen Bauch.

### Gefangenschaftshaltung
Mehrere Arten der Laubenvögel werden in Zoos gezeigt. Wenn auch die meisten davon auch in Gefangenschaftshaltung ihren Laubenhaus zeigen und auch balzen, sind nur wenige Arten davon bislang erfolgreich in Gefangenschaftshaltung nachgezüchtet worden. Der Braunbauch-Laubenvogel stellt eine solche Ausnahme dar. Er zog 2008 im Zoo Köln Nachwuchs groß.
Im Naturschutzreservat Baiyer River Sanctuary, Western Highlands Province, Papua-Neuguinea wurde ein einzelnes Männchen gehalten, das regelmäßig Lauben errichtete und die Pfiffe und die Sprache von Menschen nachahmte.

## Einzelbelege
1. 1 2 3  Handbook of the Birds of the World zum Braunbauch-Laubenvogel, aufgerufen am 8. April 2017
2. ↑  Rowland: Bowerbirds. S. 101.
3. 1 2 3 4  Frith: The Bowerbirds - Ptilonorhynchidae. S. 399.
4. 1 2 3 4  Frith: The Bowerbirds - Ptilonorhynchidae. S. 396.
5. 1 2 3 4  Frith: The Bowerbirds - Ptilonorhynchidae. S. 397.
6. 1 2  Rowland: Bowerbirds. S. 98.
7. 1 2  Beehler & Pratt: Birds of New Guinea. S. 282.
8. 1 2 3  Frith: The Bowerbirds – Ptilonorhynchidae. S. 398.
9. ↑  Rowland: Bowerbirds. S. 100.
10. 1 2 3  Frith: The Bowerbirds – Ptilonorhynchidae. S. 402.
11. 1 2  Rowland: Bowerbirds. S. 99.
12. 1 2  Frith: The Bowerbirds – Ptilonorhynchidae. S. 403.
13. ↑  W. Grummt, H. Strehlow (Hrsg.): Zootierhaltung Vögel. Verlag Harri Deutsch, Frankfurt am Main 2009, ISBN 978-3-8171-1636-2.  S. 750.